# Henryk Pfefer
Henryk Ichiel Pfefer, także Pfeffer (ur. 17 stycznia 1888 w Kielcach) – polski działacz niepodległościowy i architekt wyznania mojżeszowego.

## Życiorys
Urodził się 17 stycznia 1888 w Kielcach, ówczesnej stolicy guberni kieleckiej, w rodzinie Mojżesza (1856–1919) i Estery z Weissblumów (zm. 1924).
Jako student 5 września 1914 w Krakowie wstąpił do Legionów Polskich. Służył w oddziale automobilowym. W kwietniu 1915 otrzymał przydział do formującego się pod Radomiem 5. szwadronu późniejszego 2 pułku ułanów. Służył w nim przez całą kampanię legionową. 6 kwietnia 1917 był wymieniony jako uprawniony do odznaczenia austriackim Krzyżem Wojskowym Karola. Po kryzysie przysięgowym (lipiec 1917) został internowany w Szczypiornie. Po zwolnieniu wyjechał do Niemiec, gdzie kontynuował studia.
Był architektem i pracownikiem cywilnym wojska. Mieszkał w Warszawie przy ul. Krynicznej 1, a następnie ul. Marszałkowskiej 56.

## Ordery i odznaczenia
- Krzyż Niepodległości – 4 lutego 1932 „za pracę w dziele odzyskania niepodległości”[6][3][7]
- Krzyż Walecznych trzykrotnie[1] (po raz drugi „za udział w b. Legionach Polskich”[8])
- Krzyż Legionowy[1]
- Odznaka Pamiątkowa Więźniów Ideowych[9][1]